# Trellick Tower
Trellick Tower – zabytkowy, brutalistyczny budynek apartamentowy zlokalizowany na Cheltenham Estate w North Kensington w Londynie.

## Historia i architektura

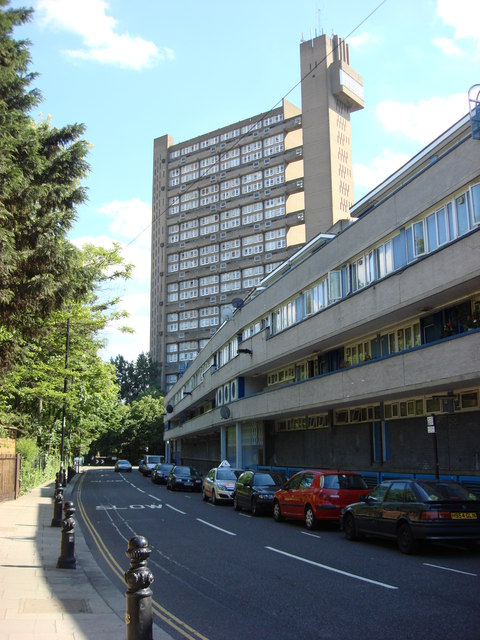
Widok z otoczeniem

Wieżowiec, będący praktyczną realizacją radykalnego lewicowego utopizmu w architekturze, został zaprojektowany przez Erno Goldfingera w 1966 dla Greater London Council. Budowę ukończono w 1972, a jej koszt wyniósł 2,4 miliona funtów. Architekt oparł swój projekt na swojej wcześniejszej realizacji – Balfron Tower we wschodnim Londynie. Na 31 piętrach umieszczono 217 mieszkań. Na co trzecim piętrze znajduje się wewnętrzny chodnik, prowadzący do wolnostojącej wieży usługowej, wyposażonej w windy, schody i zsypy na śmieci, na szczycie której usytuowano kotłownię. Zrezygnowano z planowanej pierwotnie i postulowanej przez mieszkańców instytucji konsjerża w holu, jako przejawu "faszyzmu". James Dunnett, architekt pracujący w biurze Goldfingera, stwierdził, że „ma się wrażenie, iż tak właśnie powinna wyglądać architektura Stalina”. 
Jeszcze zanim pierwszy lokator wprowadził się do budynku w 1972, rozpoczął się społeczny sprzeciw wobec wznoszenia wielopiętrowych mieszkań komunalnych. Wobec braku jakiejkolwiek kontroli dostępu obiekt stał się magnesem przyciągającym włóczęgów, narkomanów i handlarzy narkotyków z północnego Londynu. Rosła przestępczość. Lokatorzy masowo zaczęli opuszczać blok. W 1982 roku wydano 343.336 funtów na remonty domofonu oraz naprawę instalacji elektrycznej, wind i oświetlenia, ale awarie sprawiały, że były one i tak często nieczynne. Do największych przejawów wandalizmu należało otwarcie hydrantu na 12. piętrze i wylanie do wind tysięcy hektolitrów wody, co spowodowało przepalenie bezpieczników i pozbawienie bloku prądu, ogrzewania, wody i czynnych toalet. Na 15. piętrze z windy wyciągnięto 27-letnią kobietę i zgwałcono. W tym samym miejscu przygnębiona młoda matka wyskoczyła z okna. Na 21. piętrze 11-letnia dziewczynka została wyciągnięta z windy do zsypu i zaatakowana przez napastników.
Mimo wad projektu starzejący się Goldfinger bronił go do swej śmierci w 1987 jako dzieła czystej geometrii, piękna i doskonałego rozmieszczenia elementów poziomych i pionowych. Od 1984, kiedy to powstało nowe stowarzyszenie mieszkańców, rozpoczęły się działania mające na celu rewitalizację budynku. Pierwsze działania wdrażano od 1986, m.in. pojawiła się ochrona. English Heritage z architektem Peterem Smithem, uznał wieżowiec za zabytkowy w 1998.

## Kultura
Blok i jego otoczenie były planem w teledyskach: „For Tomorrow” Blura, „Tomorrow Comes Today” Gorillaz, „The Good, The Bad” i „Kingdom of Doom” Queen oraz „Little 15” Depeche Mode.

## Galeria

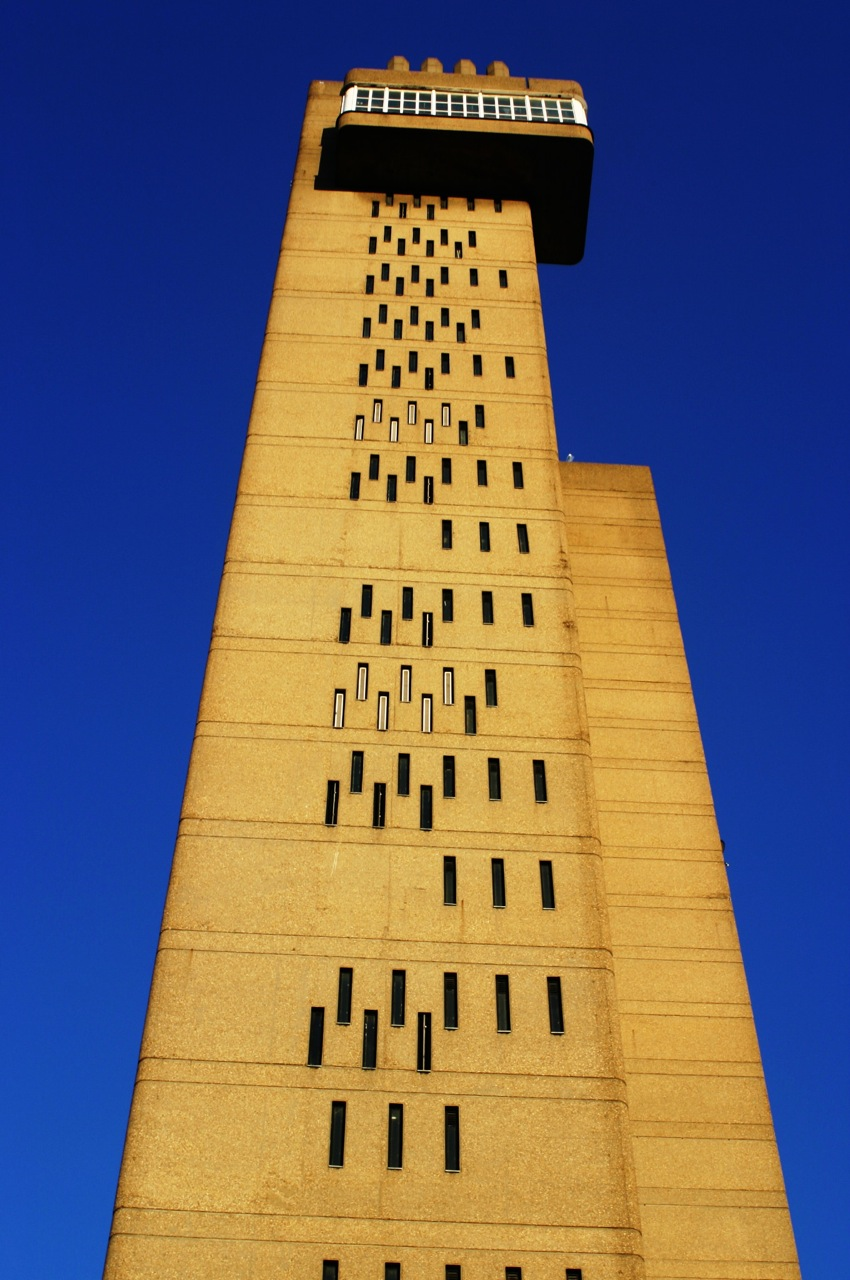
Wieża dźwigowa
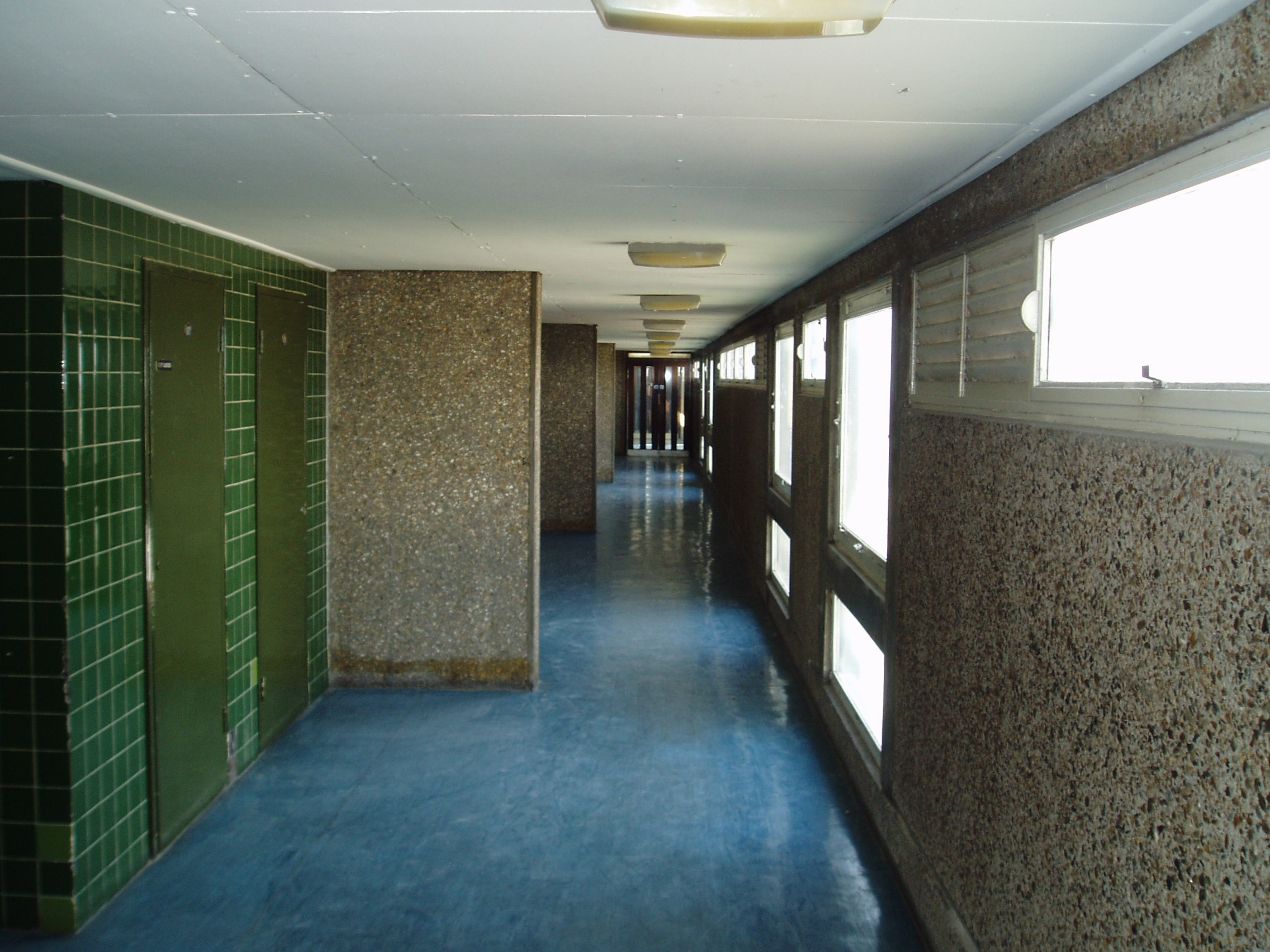
Korytarz wewnętrzny
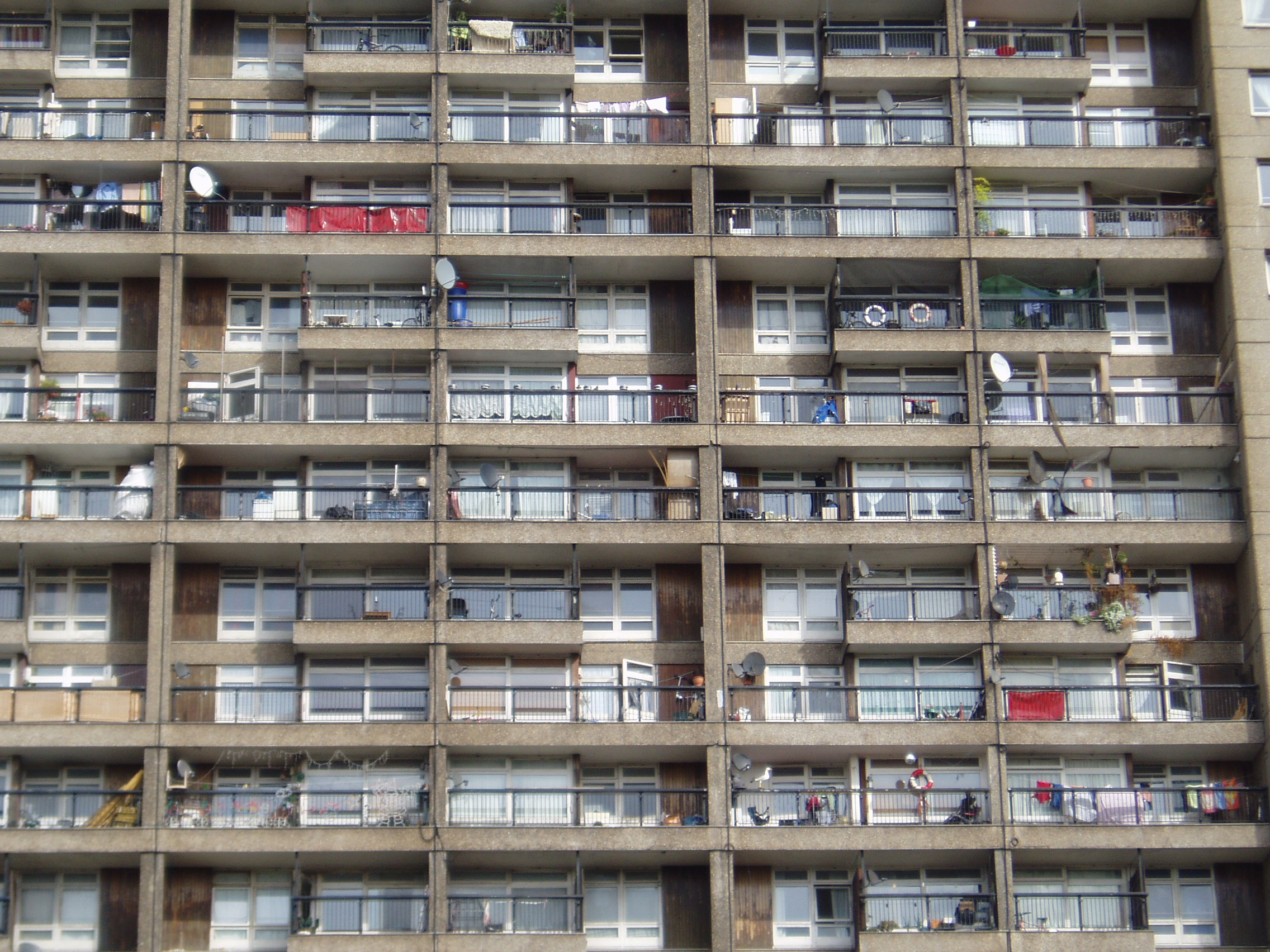
Balkony